# Southside Stories
Southside Stories (före 2017 Kalla kulor förlag) är ett bokförlag med säte i Stockholm som grundades 2001 av bland andra Robert Aschberg och Hans-Olov Öberg. Sedan grundandet har förlaget givit ut mer än 150 titlar av mer än 55 författare.
Southside Stories ger ut skönlitteratur, främst i form av deckare och thrillers, populärkulturella böcker inklusive musikbiografier och biografier över fotbollsprofiler, samt samhällsdebatt. 
Våren 2017 tog bolaget in sammanlagt två miljoner kronor från ett femtontal nya investerare i en nyemission, och bytte i samband med detta namn på förlaget till Southside Stories.
Till Southside Stories hör även systerförlagen Lavender Lit, som ger ut feel good-romaner och litteratur för unga vuxna, och Spritz Lit som ger ut kvalificerad, idédriven mat- och dryckeslitteratur. 

## Utgivna författare i urval
Till de författare som publicerat böcker på förlaget hör:
- Benny Haag
- Hans-Olov Öberg
- Kennedy Bakircioglu
- Nanne Bergstrand
- Åsa Sandell
- Lasse Anrell
- Caroline Engvall
- Stefan Fölster
- Johan Holm
- Tomas Linnala
- Regina Lund
- Olof Nauclér
- Nima Sanandaji
- Lasse Strömstedt
- Therés Stephansdotter Björk

### Uppmärksammade författare
De av förlagets författare som fått mest uppmärksamhet de senaste åren är bland andra Caroline Engvall, som skrivit den mycket uppmärksammade fackboken 14 år till salu och den skönlitterära deckaren Ärren vi bär samt kriminalinspektören Simon Häggström som rönt mycket medial uppmärksamhet för sina böcker Skuggans lag och Nattstad som bägge beskriver situationen för prostituerade i Sverige och Europa, och Ray Celestin, vars debutroman Yxmannen belönades med Svenska deckarakademins pris för bästa översatta kriminalroman 2016.